# Dolors Altaba i Artal
Dolors Altaba i Artal (Barcelona, 22 d'abril de 1934) és una gemmòloga i escriptora catalana.

## Biografia
Era filla del polític Ricard Altaba i Planuch i Josefina Artal, i germana de Glòria Altaba i Artal. En acabar la Guerra Civil espanyola va marxar a l'exili amb els seus pares, primer a França i després a Mèxic. Va iniciar els seus estudis al Col·legi Ruiz de Alarcón, a l'American College i a l'Acadèmia Fitz Gibbons de Ciutat de Mèxic, on també va aprendre anglès (a la delegació de la Universitat de Cambridge), alemany (a la delegació de l'Institut Goethe) i francès (a la delegació de la Universitat de Tolosa). Això li va permetre treballar com a professora d'idiomes durant molts anys, alhora que també treballava a la joieria del seu pare. Interessada també per la pintura, va estudiar decoració a la Universitat Femenina de Mèxic.
Quan la seva família tornà a Barcelona els anys seixanta va continuar els estudis de decoració a l'Escola de Belles Arts de Barcelona. Després va estudiar filologia catalana i gemmologia a la Universitat de Barcelona, marxant després a Los Angeles (Califòrnia) a ampliar els estudis al Gemological Institute of America. El 1983 es va graduar en filologia anglesa a la Universitat de Califòrnia San Diego, on també va estar treballant com a professora d'idiomes. Ha fet exposicions dels seus quadres a Barcelona i Mèxic.

## Obres
- El misterio de las gemas, revista Gemología (Mèxic)
- Tales for a infants
- Aphra Behn's Progressive Dialogization of the Spanish Voice (1992)
- Aphra Behn's English Feminism: Wit and Satire (1999) ISBN 978-1575910291
- Action & Reaction: Proceedings of a Sumposium to Commemorate the Tercentenary of Newton's Principia (1993) amb Paul Theerman, i Adele F Seeff, ISBN 9780874134469
- Ariel Ruiz i Altaba: Embryonic Landscapes (2003) amb Ariel Ruiz i Altaba, Cristian Ruiz Altaba i Elena Alvarez-Buylla, ISBN 978-8495273451